# Інцидент в Оцу
Інциде́нт в О́цу — невдалий замах на життя російського цесаревича Миколи Олександровича Романова, що трапився в японському місті Оцу 29 квітня (11 травня) 1891 року. Спадкоємець престолу, який навідував країну у рамках східної подорожі, зазнав нападу з боку поліцейського Цуда Сандзо, коли разом з двома принцами — грецьким Георгом і японським Арісугавою Такехіто — повертався в Кіото після відвідин озера Біва.
Цуда Сандзо кинувся до візка, в якому рикша віз Миколая, і шаблею встиг завдати йому два удари. Хоча отримані цесаревичем рани не були важкими, програма перебування в Японії була частково зірвана; 1 травня Миколай повернувся на крейсер «Пам'ять Азова», де відсвяткував свій 23-й день народження, а ще через шість днів відплив до Владивостока.
Члени японського уряду сподівалися на винесення полісмену смертного вироку шляхом широкого тлумачення 116-ї статті Кримінального кодексу, що передбачала подібне покарання за здійснення злочину щодо членів японської імператорської сім'ї. Однак, в умовах політичного тиску на судову владу Цуда Сандзо засудили до довічної каторги, а вже через декілька місяців після винесення рішення він помер у в'язниці на острові Хоккайдо.

## Східна подорож. Прибуття в Японію

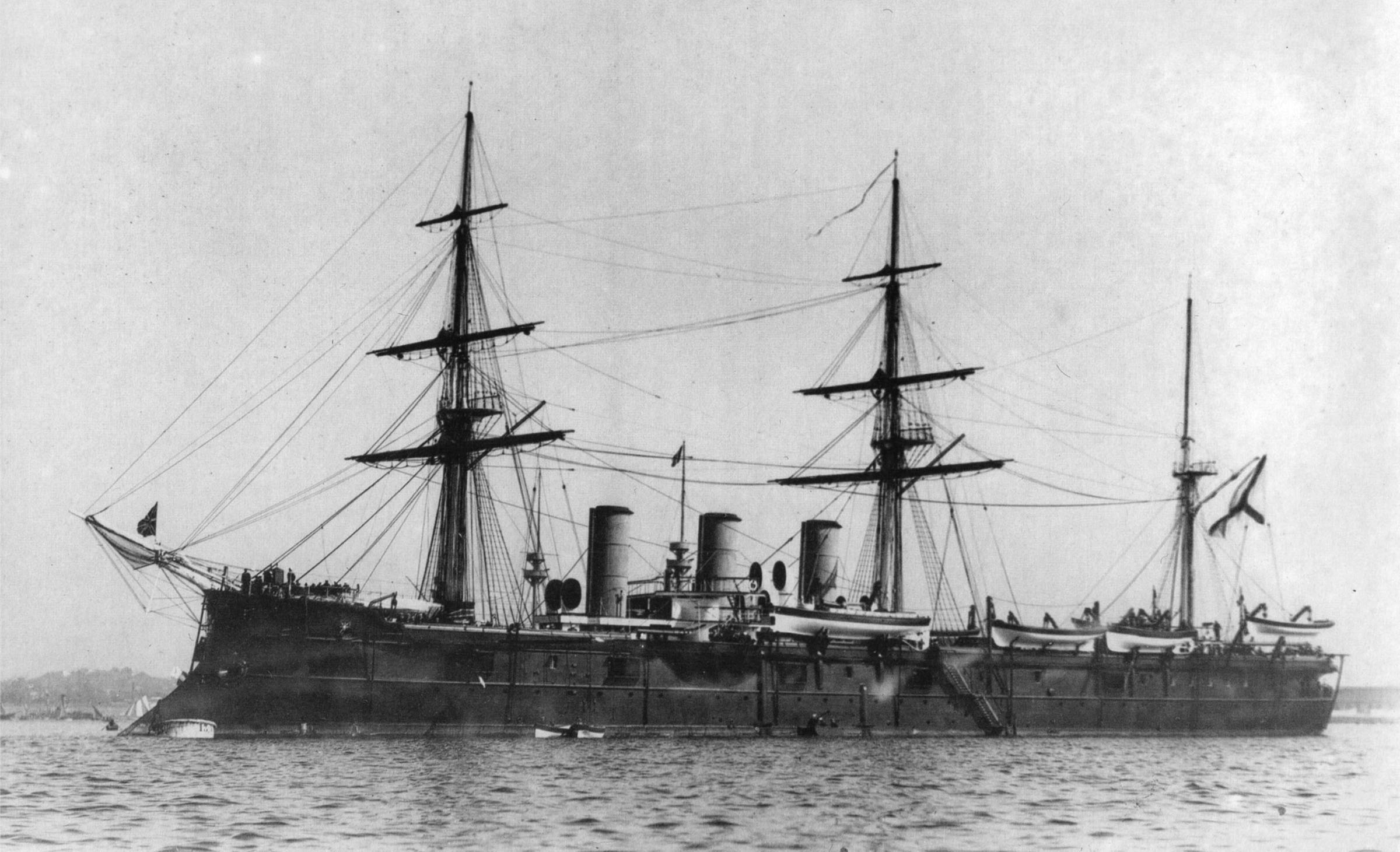
Крейсер «Пам'ять Азова»

22-річний Микола Олександрович вирушив у подорож з метою підвищити рівень своїх знань та ознайомитися з державним ладом інших країн. Загалом поїздка тривала більше дев'яти місяців: з Гатчини відправились 23 жовтня [4 листопада] 1890 року, а повернулися в Санкт-Петербург 4 [16] серпня 1891. Постійними супроводжувачами наступника російського престолу в дорозі стали князі Володимир Барятинський, Віктор Кочубей, Миколай Оболенський та Еспер Ухтомський, а також Євген Волков. У Греції до мандрівників долучився правнук Миколи I, принц Георг.
Останньою іноземною державою, яку планували відвідати, була Країна, де сходить сонце; за спогадами Сергія Вітте, ідея направити свого сина на Далекий Схід «з'явилася в імператора Олександра III». Передбачалося, що в Японії цесаревич проведе місяць, упродовж якого відвідає різні регіони країни, а в Токіо зупиниться в резиденції принца Арісугави Тарухіто, виконаній у західному стилі; на ремонт та оздоблення будівлі виділили близько 20 000 єн. Микола Олександрович не був першим представником династії Романових, що відвідував Японію. До нього в країні вже побували Олексій Олександрович і Олександр Михайлович. Утім, візит цесаревича, як зазначає історик Олександр Мещеряков, «безумовно, лестив самолюбству японців, адже члени монархічних європейських домів такого калібру ніколи ще не відвідували Японію. Зазвичай це були онуки, другі або треті сини дійсних монархів».

Напередодні візиту російські дипломати детально відстежували зміст матеріалів преси. Видання «Нічі-нічі-сімбун», зокрема, ставило під сумнів проведення Російською імперією експансіоністської політики; воно писало: «В Європі Росію можна порівняти з левом, що рикає, чи з розгніваним слоном, тоді як на Сході вона подібна до ручної вівці або сплячої кішки. Хто ж скаже, що Росія може кусатися на Сході, і хто стане стверджувати, що вона переслідує в Азії крайні політичні цілі! Все це не більше, ніж боягузтво й недоумство». У депеші від 16 [28] лютого 1891 року російський представник у Токіо Дмитро Шевич вказував на неспокійне внутрішньо-політичне становище, повідомляючи про широке поширення серед японського населення ксенофобських настроїв. Дана обставина вже стала причиною нападу у листопаді 1890 року на російське посольство. Особливу тривогу дипломат висловлював у зв'язку із затримкою введення у кримінальне законодавство Японії статті, яка передбачала покарання за напад на представників царських сімей та місій іноземних держав. Хоча міністр закордонних справ Японії Аокі Сюдзо запевняв Шевича у повній безпеці Миколая під час його перебування в країні, російський посол відносився до даних запевнень з деякими побоюваннями. На його думку, Кабінет Міністрів Японії мав би «серйозно подбати про отримання легальних засобів для приборкування будь-яких зазіхань з боку японських анархістів з метою образити чим-небудь недоторканну особу найяснішого гостя Імператора». 

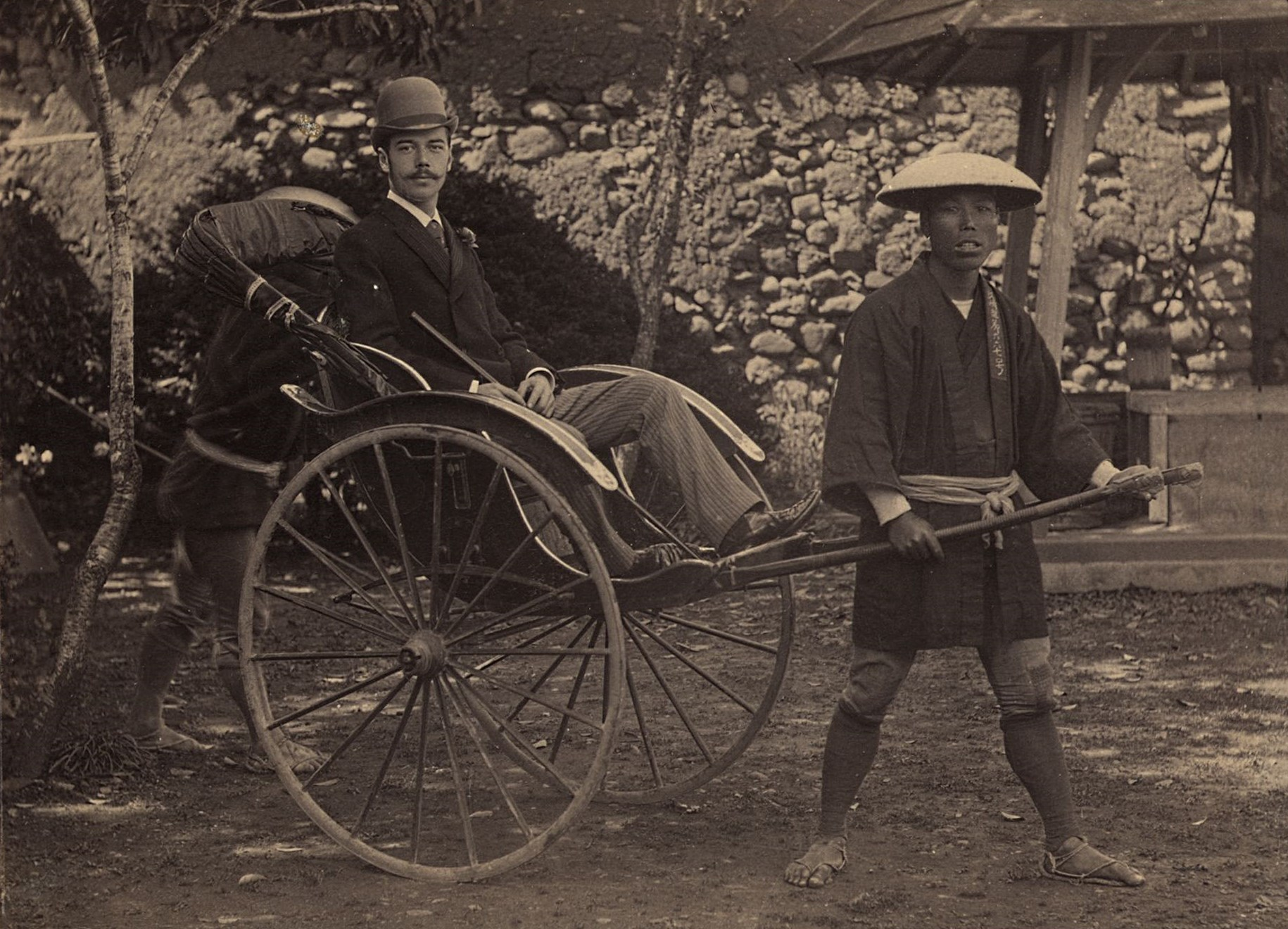
Микола Олександрович у Нагасакі

У більш пізній, від 3 [15] березня, депеші посол Дмитро Шевич писав:

Відповідно до того, як наближається час прибуття в Японію Государя Спадкоємця Цесаревича, у тутешній громадській думці починає проявлятися досить чутлива зміна у сенсі деякого зближення з Росією… Впливова політична газета «Іоміурі сімбун», трактуючи днями про приїзд до Японії Спадкоємця Цесаревича, констатує, що «відвідування країни спадкоємцем цієї видатної держави є для Японії міжнародною подією особливої важливості». Тому «Іоміурі сімбун» висловлює переконання, що японський народ зустріне найяснішого мандрівника з належним Його званню повагою і пошаною».
15 [27] квітня очолювана фрегатом «Пам'ять Азова» ескадра підійшла до Нагасакі. Упродовж декількох днів Микола і Георг по можливості інкогніто знайомилися з містом і найближчими околицями. З Нагасакі крейсер відплив до Кагосіми, а потім до Кобе; вже звідти ввечері 27 квітня [9 травня] Миколай на поїзді попрямував у Кіото; там він зупинився в готелі «Токіва». Спеціально до приїзду гостей у місті спорудили тріумфальну арку з написом російською мовою: «Ласкаво просимо!».
Кіото, за спогадами Еспера Ухтомського, зустрічало цесаревича «звичайним лише в дуже урочистих випадках оздобленням»: окрім прапорів (російських, грецьких і японських), будинки були обвішані «ліхтариками і бавовняною матерією».

## Події 11 травня 1891 року
У понеділок, 29 квітня [11 травня] 1891 року, вранці грецький принц Георг, цесаревич Микола і японський принц Арісугава Такехіто, що супроводжував російського гостя упродовж всього візиту до Японії, вирушили з Кіото в розташоване на березі озера Біва місто Оцу. Там вони відвідали храм Мії-дера. «Після прогулянки на маленькому човні по озеру… — писав „Урядовий вісник“, — всі рушили в губернаторський будинок, де був сервірований сніданок. Під час сніданку Спадкоємець Цесаревич говорив про привітні народні зустрічі як у Кіото, так і в самому Оцу, і в теплих виразах дякував місцевому губернатору за всі його люб'язності».

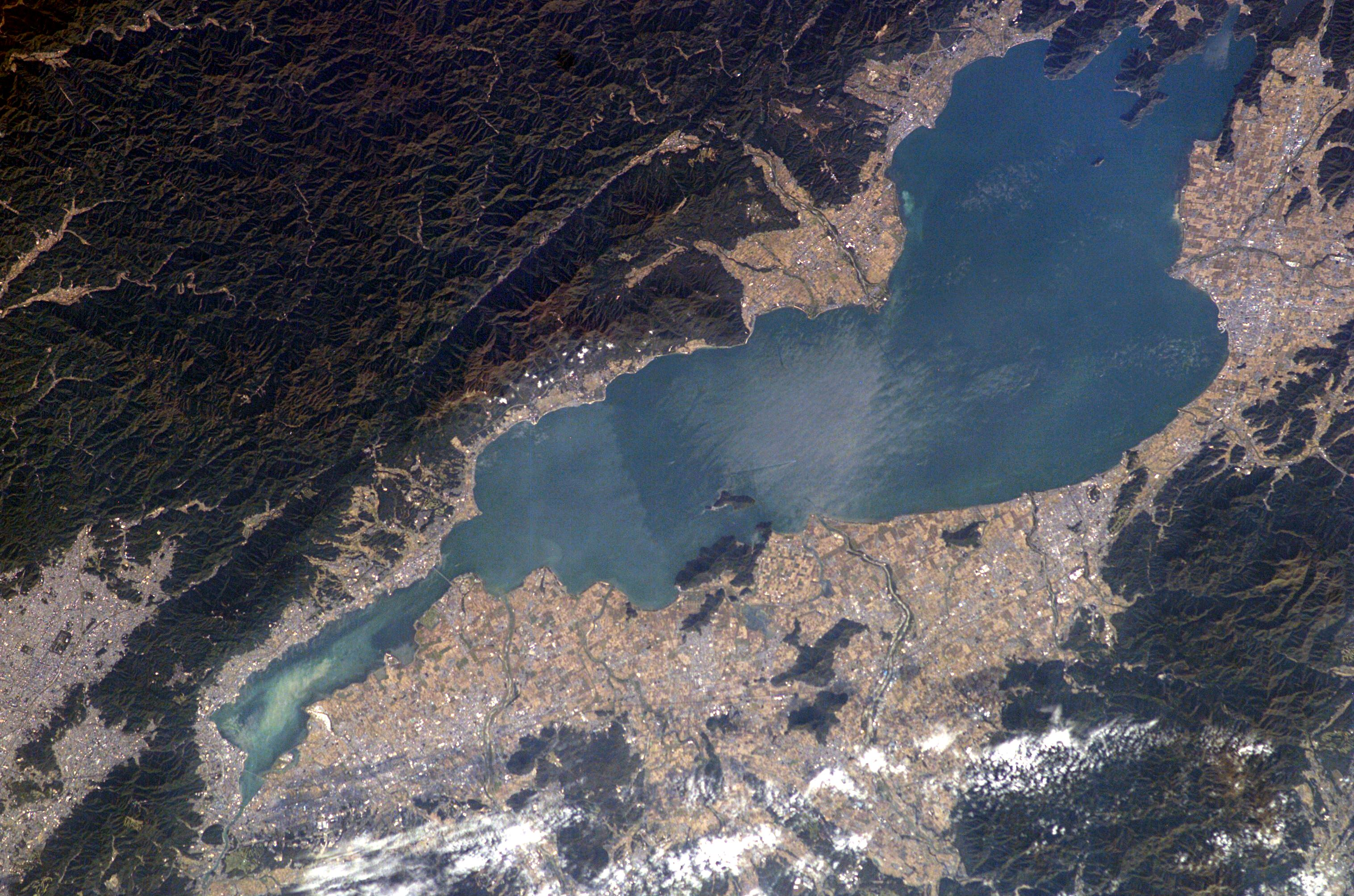
Озеро Біва, Оцу і Кіото на сучасній карті

Так само як і в Кіото, в Оцу японці, розмахуючи прапорцями, вітали принців. Через вузькість вулиць, що перешкоджало розвитку гужового транспорту, рух відбувався з використанням не кінних екіпажів, а рикш, яким товкачі допомагали тягнути візок з пасажирами. Зазвичай товкач був один, проте в той раз через повагу їх число збільшили до двох. Від жителів Оцу вимагалося, аби ніхто не стежив за високими гостями з другого поверху (оскільки жодна людина не могла розташовуватися вище за членів імператорських родин), а при їх появі — зняти головні убори. За цим спостерігали поліцейські, роботу котрих ускладнювала неможливість повернутися до принців спиною через етикет і, як наслідок, належним чином виконувати свої обов'язки. Поліцейські розташовувались на відстані близько 18 метрів один від одного.
У другій годині дня процесія попрямувала в Кіото. Вони їхали на візках один за одним: Миколай — у п'ятій за рахунком, Георг — шостій, а Арісугава — сьомій; в інших розміщувалися представники японської влади та члени свити. У той час як, за оцінкою Еспера Ухтомського, близько 50 рикш перетинали місто Оцу, на вулиці Шімо-Когарасакі один з поліцейських Цуда Сандзо раптово кинувся до Миколи й встиг завдати йому два удари шаблею. Микола вискочив з коляски і кинувся бігти. За зізнаннями свідків, першою людиною, що спробувала затримати злочинця, виявився Георг: бамбуковою палицею, що була куплена в той самий день, він вдарив нападника, однак збити з ніг не спромігся. Слідом на Сандзо кинувся рикша Миколи Мукохата Дзісабуро, і після того як зброя випала у Цуди з рук, рикша Георга, Кітагаїті Ітітаро, схопив шаблю і двічі вдарив нею по спині нападника.

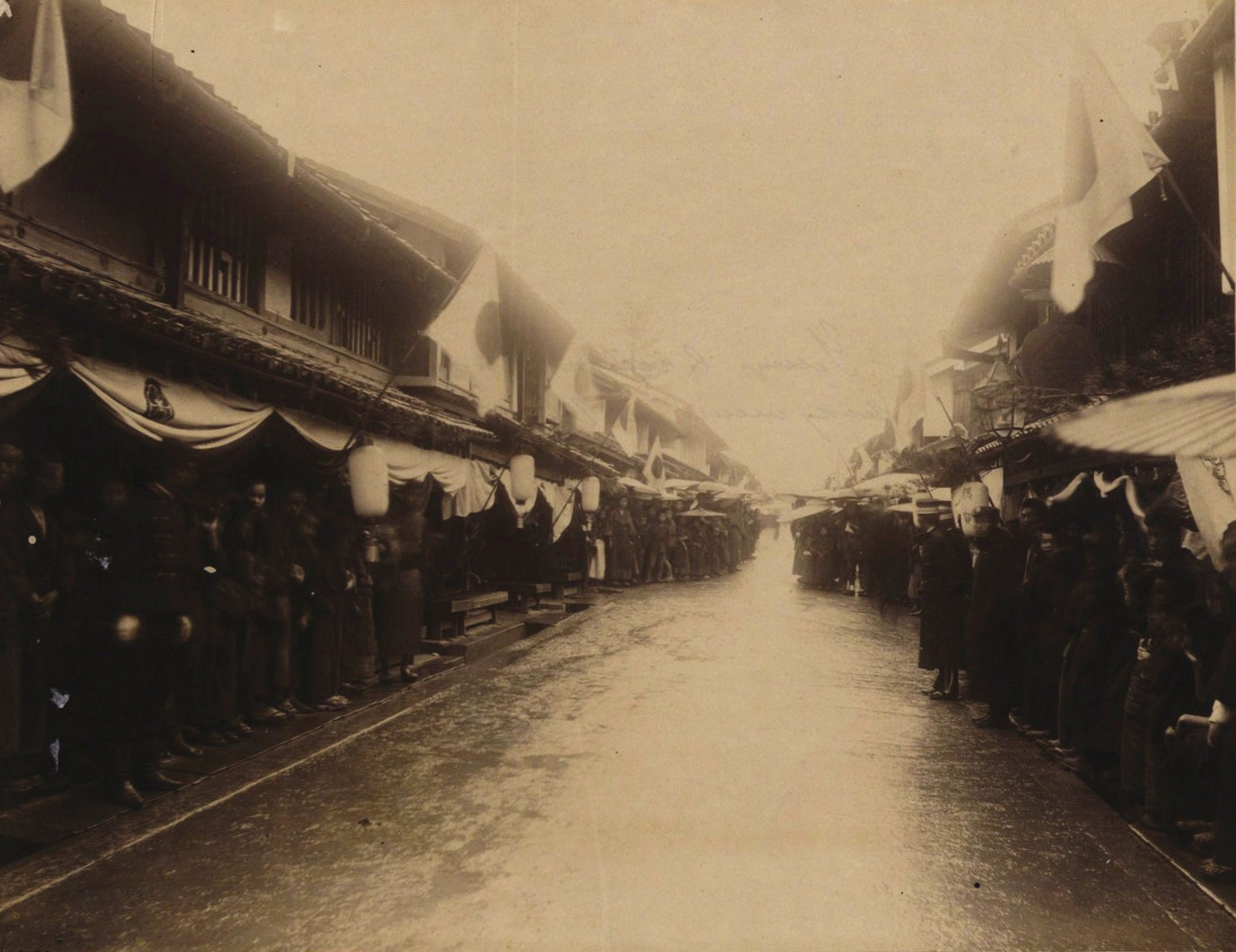
Люди на вулиці в Оцу

Інцидент, писав «Урядовий вісник», стався «не більш як за 15 або 20 секунд, отож поліцейські, що кинулися з усіх боків, встигли схопити злодія тільки тоді, коли він уже лежав на землі». «Ніколи не забуду, — писав Дмитро Шевич, — звірячого виразу його обличчя, коли, оголюючи зуби, він відповідав на питання…, що він — „самурай“. Глибока нестримна ненависть палала в його очах…».
За повідомленням газети «Асахі Сімбун», «перелякана свита миттєво оточила спадкоємця, була швидко підготовлена постіль у будинку власника галантерейного магазину. Однак, спадкоємець відмовився лягти в ліжко; його посадили біля входу в магазин і зробили перев'язку, при цьому він спокійно курив». Цесаревич заявив: «Це нічого, тільки б японці не подумали, що ця подія може змінити мої почуття до них і мою вдячність за їх привітність»; такі ж слова він повторив Арісугаві Такехіто.
Згідно з медичним висновком, складеним у день замаху, Микола отримав наступні пошкодження:
- потилично-тім'яну рану лінійної форми довжиною 9 сантиметрів з краями, що розійшлися, яка проникає через усю товщу шкіри до кістки і знаходиться в області правої тім'яної кістки;
- лобно-тім'яну рану довжиною 10 сантиметрів вище першої на 6 сантиметрів, що йде майже паралельно їй і проникає через всю шкіру до кістки;
- поверхневу поперечну рану довжиною близько 4 мм на правій вушній раковині;
- поверхневу поперечну рану довжиною близько 1 сантиметра на правій руці, між вказівним і великим пальцями.

Під час обробки лобно-тім'яної рани був витягнутий осколок кістки клиноподібної форми довжиною близько двох з половиною сантиметрів. Після закінчення перев'язки Микола знову сів у коляску і в супроводі інших принців, свити і муштрованих для його охорони солдатів дістався до губернаторського будинку, де йому зробили нову перев'язку. Після цього цесаревич був доставлений у Кіото, де лікарі російської ескадри наклали йому шви.

## Турбота про Миколу. Завершення перебування в Японії
Через 20 хвилин після прикрого випадку Арісугава Такехіто у своїй телеграмі повідомляв про «жахливий» характер рани; багато членів уряду, сформованого Мацукатою Масайоші всього п'ятьма днями раніше, побоювалися, що замах може призвести до війни між країнами; в народі поширились чутки навіть про смерть Миколи. За розпорядженням імператора Мейдзі в Кіото відрядили членів уряду та лікарів; на його ж прохання туди прибув православний єпископ Микола Касаткін, який користувався у японців великою повагою і згодом він виступив у ролі перекладача між японським імператором і російським спадкоємцем. Мейдзі і його дружина Харуко направили у зв'язку з інцидентом послання Олександру III і Марії Федорівні відповідно.

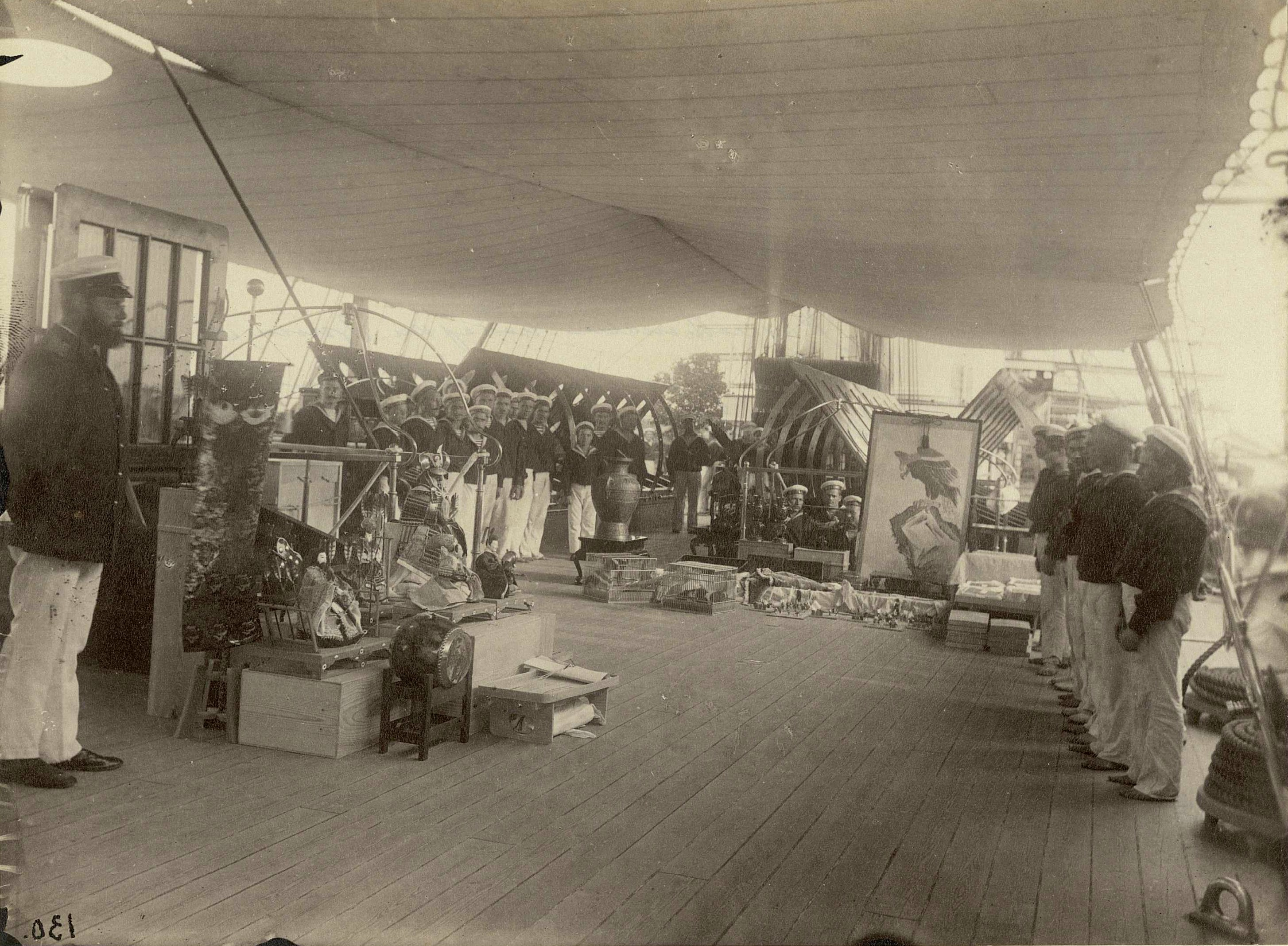
Подарунки японців Миколі Олександровичу на «Пам'ять Азова»

У знак поваги до пораненого цесаревича на наступний день після нападу були закриті біржа, деякі школи, токійський театр кабукі, а також інші місця розваг. Для спокою Миколи екіпажам і рикшам було заборонено під'їжджати безпосередньо до готелю, а на її стоянку коляски доставлялися на руках; протягом п'яти днів у публічних будинках не приймали клієнтів. У зв'язку з замахом у Кіото були направлені представники Токійського міського зібрання, обох палат Національного парламенту, Токійського університету та інших організацій.
Мейдзі спеціальним поїздом разом з Іто Хіробумі і кількома професорами медицини рано вранці 30 квітня [12 травня] відправився з Токіо в Кіото і вже ввечері був там. На вокзалі імператора зустрічав Дмитро Шевич; в розмові з ним Мейдзі висловив радість з приводу того, що рана не є небезпечною, назвав подію «найбільшою журбою» свого життя, повідомив про намір залишатися в Кіото до одужання потерпілого й висловив бажання негайно зустрітися з ним. Російський дипломат зауважив, що цесаревич, ймовірно, вже ліг у ліжко, у зв'язку з чим зустріч була відкладена.
На наступний день, 1 [13] травня, вранці Мейдзі відвідав Миколая, висловив йому глибоке співчуття з приводу інциденту, запевнив у швидкому покаранні нападника і висловив надію, що після одужання той відвідає Токіо й побачить мальовничі місця в інших куточках Японії. Цесаревич подякував імператорові, але заявив, що питання про відвідування буде розглянуто в Росії. У той самий день Микола був доставлений на «Пам'ять Азова», де криками «Ура!» його зустрічали члени команди.
Олександр III та Міністерство іноземних справ Російської імперії прийняли рішення закінчити подорож цесаревича по Японії. Відвідування Токіо було скасовано, і хоча єпископ Миколай закликав цесаревича дотримуватися своїх планів, той більше не залишав корабель та не відвідав православний собор, чиє будівництво було приурочене саме до його візиту. Дмитро Шевич пропонував відпливати як можна швидше, вважаючи, що «інцидент стався через неуважність уряду, хоча японський уряд гарантував безпеку спадкоємця, це непростимо і невідомо, що може статися в майбутньому».

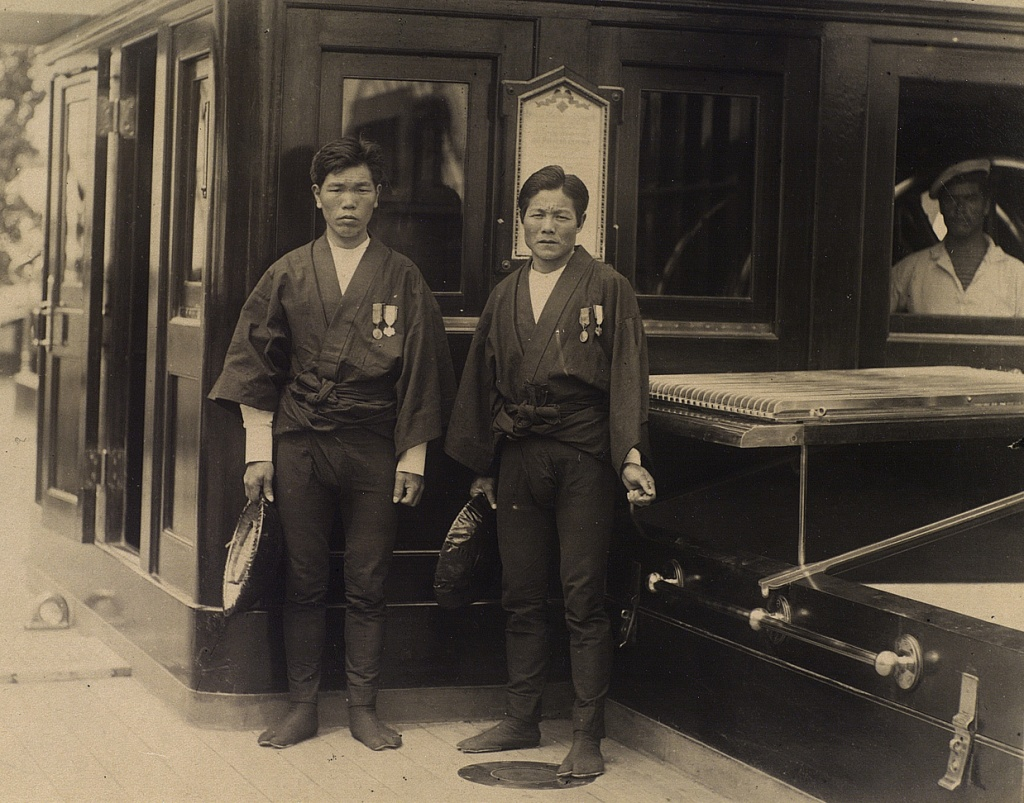
Рикші принців Георга (Кітагаїті Ітітаро, зліва) і Миколи (Мукохата Дзісабуро)

Напередодні відплиття, 6 [18] травня, цесаревич вперше відсвяткував день народження далеко від батьківщини. За описом «Урядового вісника», того дня «три пароплави, навантажені найрізноманітнішими подарунками… вийшли з Осаки і, перед фрегатом Його Високості, висадили депутацію, яка просила про милостиве прийняття посильних приношень… До вечора палуба „Пам'ять Азова“ була буквально завалена художніми творами, сільськими продуктами, ласощами тощо»; на корабель з привітаннями прибули міністр закордонних справ Японії Аокі Сюдзо і принц Кітасіракава Йосіхіса, увечері було дано салют.
У той самий день на «Пам'ять Азова» були запрошені рикші Миколи і Георга. Цесаревич особисто нагородив їх орденами Святої Анни; за розпорядженням Олександра III Кітагаїті і Мукохата отримали по 2500 єн одноразово і 1000 єн як довічну пенсію (тисяча єн у той час дорівнювала річній зарплаті члена парламенту). Крім того, вручив ордени, а також заснував щорічну пенсію в розмірі 36 єн двом рикшам і японський уряд. Він також нагородив орденами Миколу та членів його свити.
7 [19] травня Миколу на кораблі у супроводі двох принців (Арісугави Тарухіто й Кітасіракави) і інших офіційних осіб відвідав Мейдзі; до того моменту не було випадків, щоб імператор Японії ступав на корабель іноземної держави. Окремі члени японського уряду побоювалися, що росіяни можуть викрасти Мейдзі, однак той наполіг на відвідуванні, заявивши, що росіяни не є варварами і зробити таке нездатні. За повідомленням «Урядового вісника», «сніданок мав досить задушевний характер. Під час сніданку Спадкоємець Цесаревич пив за здоров'я імператора та імператриці Японії, на що царствений гість Його Високості відповідав тостом за Государя Імператора й Государиню Імператрицю. Після завершення сніданку Найвищі Особи розпрощалися найдушевнішим чином, і імператор з'їхав з фрегату».
У другій половині дня ескадра знялася з якоря і попрямувала у Владивосток. В особистому посланні імператору Мейдзі Микола написав:
| Прощаючись з Вами, Ваша Величність, я не можу не висловити справжню подяку за добрий прийом з боку Вашої Величності і Ваших підданих. Я ніколи не забуду добрих почуттів, проявлених Вашою Величністю та Імператрицею. Глибоко шкодую, що був не в змозі особисто привітати Її Величність Імператрицю. Мої враження від Японії нічим не затьмарені. Я глибоко шкодую, що не зміг нанести візит Вашій Величності в імператорській столиці Японії. |

І хоча після інцидента в Оцу цесаревич у своєму щоденнику писав, що не сердиться «на добрих японців за огидний вчинок одного фанатика», за словами Сергія Вітте, замах викликав у душі Миколи негативне ставлення до Країни, де сходить сонце, та її жителів: «Тому зрозуміло, що імператор Микола, коли вступив на престол, не міг ставитися до японців особливо доброзичливо, і коли з'явилися особи, які почали представляти Японію та японців як націю вкрай антипатичну, нікчемну і слабку, то цей погляд на Японію з особливою легкістю сприймався імператором, а тому імператор завжди ставився до японців презирливо». Крім того, Микола, за спостереженнями Вітте, неодноразово називав японців «макаками».
На думку історика Петра Подалко, «напад на Миколу II в молодості… не міг не залишити у нього неприємних спогадів. А вибачення японців, по-східному бурхливі і десь навіть надмірно „улесливі“, могли посіяти в душі майбутнього імператора сумніви в їхній щирості і викликати почуття деякої зверхності і „несерйозності“ по відношенню до цієї країни… Він вважав, що Японія ніколи не посміє першою напасти на Росію». Ще одним результатом, пов'язаним із замахом на цесаревича, за його ж словами, є уникнення «реальної перспективи опинитися перед загрозою виникнення боротьби за престол, бо Олександр III був вже тоді смертельно хворий».
Після замаху усе життя Миколу II мучили головні болі; щорічно 29 квітня [11 травня] він замовляв молебні «во здравіє» і дякував у молитвах Георга за порятунок. Роки опісля, за словами історика Джорджа Ленсена, травмою голови політичні противники Миколи пояснювали його недоліки як голови держави.
Вимог про компенсацію з боку Російської імперії висунуто не було.

## Суд над Цудою Сандзо
Частина членів японського уряду допускала можливість організації вбивства Цуди Сандзо і подальше оголошення про його смерть «в результаті хвороби». Більшість вважало необхідним судити поліцейського військовим судом із винесенням смертного вироку. Між тим за законами мирного часу дії Цуди Сандзо кваліфікувалися як спроба навмисного вбивства, що каралося довічною каторгою.

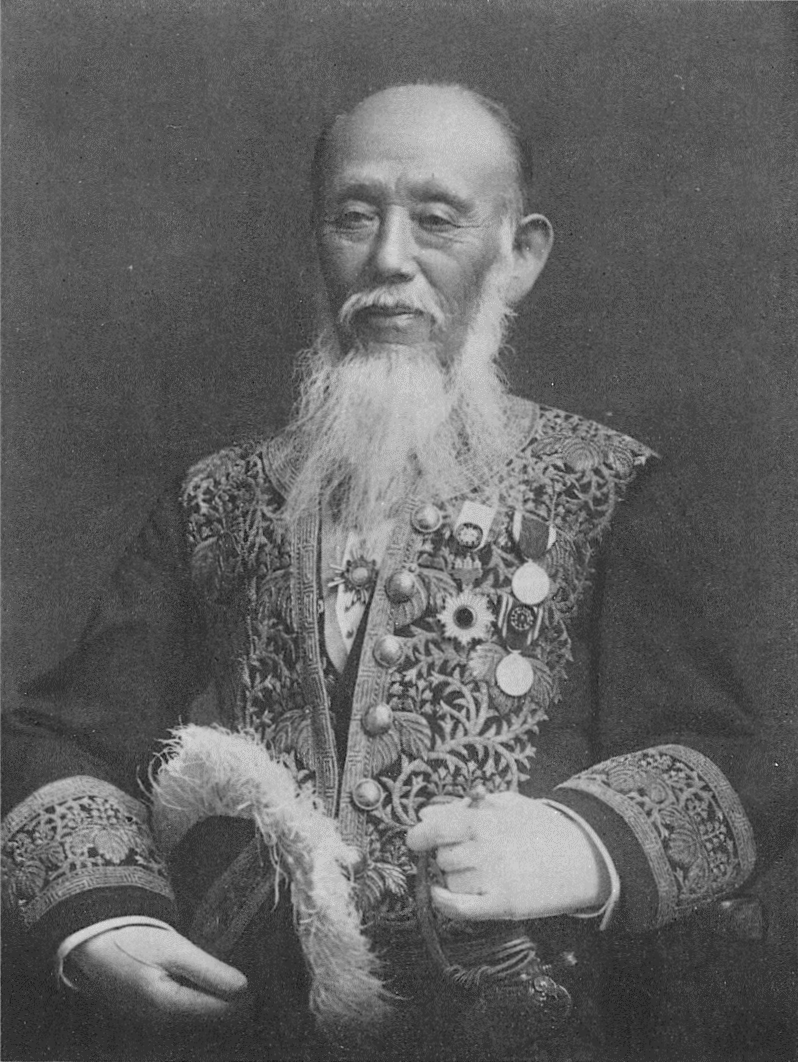
Голова Верховного суду Кодзіма Ікен

На момент інцидента в Оцу стаття, що передбачала покарання за напад на представників царських сімей та місій іноземних держав, так і не була прийнята. Для можливості винесення смертного вироку члени уряду планували задіяти 116-ту статтю Кримінального кодексу, маючи на увазі її широке тлумачення, згідно з яким «особи, які заподіюють зло імператору, імператриці чи спадкоємцю-принцу, піддаються смертній карі».
7 [19] травня імператорським указом була введена попередня цензура опублікованих матеріалів, пов'язаних з іноземними справами. На тлі тиску влади справу було передано з окружного суду до Верховного суду. Його головою за п'ять днів до того був призначений Кодзіма Ікен. Юрист виступив категорично проти застосування 116-ї статті і стверджував, що «має місце нехтування Конституції і зовнішній тиск на юрисдикцію»; за 57-ю статтею Конституції судова влада була незалежна.
12 [24] травня з Кодзімою Ікеном зустрілися прем'єр-міністр Мацуката Масайоші та міністр сільського господарства і торгівлі Муцу Мунэмицу. Останній напирав на те, що в тексті 116-ї статті згадується просто «тенно» («імператор»), а не «японський тенно». Однак, за зауваженням Кодзіми, коли в 1880 році Генроїн переглядав кримінальне законодавство, згадку «японського імператора» було прибрано спеціально, оскільки слово «тенно» відносилося виключно до керівника Країни, де сходить сонце. Позицію Кодзіми з питання незастосування 116-ї статті підтримували і деякі інші юристи; він відкидав можливість помсти з боку Росії у разі, якщо смертний вирок не буде ухвалений.
Суддями у справі про інцидент в Оцу виступили семеро юристів: Цуцумі Масамі (голова), Іноуе Масакадзу, Нака Садамаса, Такано Санэсон, Ясуї Сюдзо, Кіносіта Тецусабуро і Хадзі Цунесуке; Кодзіма в особистих бесідах переконував їх не піддаватися тиску з боку уряду.

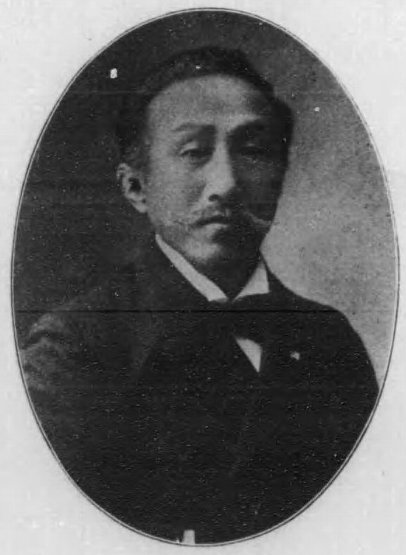
Генеральний прокурор Мійосі ТайдзоМиёси Тайдзо

Розгляд справи за закритими дверима почався після полудня 15 [27] травня; на слуханні був присутній у тому числі і Кодзіма Ікен. Слідом за викладом генеральним прокурором Міесі Тайдзо суті справи і вимогою винесення смертного вироку, в захисній промові Танідзава, один з адвокатів Цуди, висловив надію «не догоджаючи перед Росією, залагодити справу, спираючись на японські закони». Після дебатів сторін було оголошено перерву.
Рішення було оголошено о шостій годині вечора; у його основу лягли три статті Кримінального кодексу: 292-а, 112-я і 113-я (перша частина). Шістьма голосами з семи судді постановили: «згідно з законом, злочин кваліфікується як замах на вбивство… підсудний Сандзо засуджується до довічних робіт». На думку японознавця Дональда Кіна, «найважливішим результатом» інцидента в Оцу, завдяки мужності Кодзіми, стало «зміцнення японської судової системи»; за словами іншого дослідника, Рьосуке Ісії, рішення стало «яскравим прикладом незалежності судової влади від виконавчої».
Визнаючи відповідальність за скоєний замах, міністр внутрішніх справ Сайго Цугуміті, міністр закордонних справ Аокі Сюдзо і міністр юстиції Ямада Акійосі пішли у відставку; призначений на посаду всього за кілька днів до нападу губернатор префектури Сіга, в якій розташоване місто Оцу, Оки Моріката був звільнений.
За повідомленням посла Японії в Росії Нісі Токудзіро, «усі, починаючи з імператора Росії», були «повністю задоволені цим вироком». І хоча Дмитро Шевич сам наполягав на смертній карі, згодом у секретній телеграмі на ім'я міністра закордонних справ Миколи Гірса він наводив аргументи на користь озвученого вироку: Японія не могла звинуватити Росію у втручанні у внутрішні справи, Цуда не став героєм-мучеником, і такий вердикт не провокував патріотів-шовіністів мстити іноземцям.
Після винесення вироку Цуда був тимчасово поміщений у в'язницю в Кобе, а 20 червня [2 липня] відправлений у в'язницю міста Кусіро на острові Хоккайдо, де, згідно з офіційною версією, помер від пневмонії 18 [30] вересня того ж року. Щоденник Кодзіми Ікена, що описує інцидент в Оцу, був опублікований тільки в 1931 році.

## Причини нападу
Дмитро Шевич характеризував Цуду як «чистий примірник відчайдушного фанатика-самурая з дикою своєрідною логікою, виробленою однобічним розумінням китайських класиків, єдиного освітнього матеріалу, духом якого він був проткнутий, і роздумами про себе, постійно спрямованими в одному напрямку, людини, що глибоко ненавидить іноземців, гордого і самозакоханого, під личиною зовнішнього смирення мріє про великі подвиги і зміну своєї скромної частки простого поліцейського на більш головне і почесне становище, від природи похмурого, впертого, нетовариського і зосередженого». На думку Шевича, основною причиною нападу стало обурення з приводу надання цесаревичу почестей: «…своїми мовчанням і натяками Цуда ясно дає зрозуміти, що він вважає Імператора і народ приниженими усіма цими оваціями, а один раз навіть прямо говорить, що… він боїться образити Імператора». «Урядовий вісник» писав:

Одна ненависть до чужинців здавалася б недостатньою причиною для того, щоб Тсуда Санцо зважився на такий відчайдушний крок, тим більше, що для нього не було нестачі у випадках задовольнити свої криваві інстинкти, так як Отсу і озеро Біва щодня відвідуються численними іноземними туристами. З іншого боку, допустити, щоб мотивом злочину була ненависть до росіян — позитивно неможливо вже по тому одному, що подібної ненависті в Японії не існує… Росіяни… менше всіх викликають невдоволення японців, по-перше, по своїй нечисленності, а також і через особливі якості, що відрізняють їх від інших націй; наприклад, наші моряки надзвичайно популярні в японських портах, тому що вони щедрі і ввічливі з чужоземцями… за винятком деяких досить рідких газетних статей, ні одна місцева газета в загалом не поставилася до найочікуванішої події приїзду… Цесаревича інакше, як цілком співчутливо. Отже, не збуджений газетними толками лиходій кинувся на Цесаревича…
Тсуда Санцо глибоко ненавидів іноземців взагалі. За 8-річну свою службу в поліції, охорона нестерпних йому прибульців входила в коло його обов'язків. Вдачі він був суворий і відлюдного, і його ж товариші відгукуються про нього, як про людину жовчну і з дикими інстинктами, хоча вкрай уважну до своїх службових обов'язків.
Урочиста зустріч, надана в Японії, в абсолютно виключній формі, Російському Цесаревичу, Якому всюди віддавалися імператорські почесті, а головне — оваційний характер прийому Найяснішого Гостя саме народом протягом всієї подорожі, давно вже каламутили закоренілого «самурая», який згадував, до того ж, як, в його юні роки, цей самий народ мав до чужинців почуття глибокої ненависті.
Захоплений прийом у Кіото, стародавній столиці Японії, яка завжди вирізнялася своїм анти-іноземним фанатизмом, довершив справу озлоблення в душі злочинця. Він не міг перенести розповідей про народне вітання у Кіото… це опоганило похмурого аскета, і коли він, вранці фатального дня, муштрувався в рядах своїх товаришів, призначених для охорони…, він, треба думати, вже прийняв своє мерзенне рішення.
Ось єдино логічне пояснення злочину…

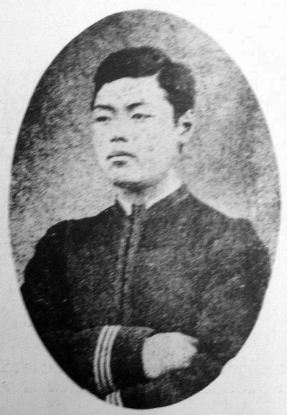
Цуда Сандзо (1855—1891)

Найінтригуючою, за словами японознавця Дональда Кіна, є версія про те, що мотивація Цуди походила з чуток навколо Сайго Такаморі, що підняв Сацумське повстання в 1877 році і згодом вчинив самогубство. Зокрема, за чутками, Сайго врятувався, знайшов притулок на території Російської імперії і тепер повернувся в Японію разом із цесаревичем для здійснення деструктивної діяльності. За ще однією версією Цуда міг скоїти напад через те, що цесаревич при відвідуванні буддистського храму не став знімати в його приміщеннях взуття. Крім того, поліцейський був незадоволений передачею Російській імперії острова Сахалін.
Між тим Цуда заявляв, що вперше ідея вбити цесаревича виникла у нього того дня, 29 квітня [11 травня], коли Микола і Георг відвідали розташований на пагорбі Міюкіяма пам'ятник воїнам, загиблим під час Сацумського повстання, а сам поліцейський стояв на своєму посту біля монумента. Тоді він думав, що в 1877 році, беручи участь у бойових діях, був героєм, зараз же, в 1891 році, є звичайним поліцейським.
Цуда вважав, що іноземці не надавали пам'ятнику належного вшанування і до того ж повинні були спочатку відвідати імператора Мейдзі в Токіо, а не їхати в Нагасакі. Крім того, уважне вивчення околиць, на його думку, показувало, що Микола і Георг є шпигунами; у деяких японських газетах висловлювалася думка, що справжньою метою прибуття російського цесаревича є пошук вразливих місць в обороні Японії. Але Сандзо не знав, хто з двох ким є, і тому тоді не став здійснювати напад. Однак, коли йому в числі інших поліцейських було доручено охороняти вулицю, по якій рухалися рикші, Цуда вирішив, що якщо і зараз дозволить Миколі піти неушкодженим, то наступного разу він повернеться в Японію вже як загарбник, і тому кинувся на нього. За словами історика Олександра Мещерякова, у Цуди Сандзо, «як це випливає з його свідчень, були серйозні проблеми з психікою… Колишній самурай захотів вирішити свої внутрішні проблеми, спрямувавши свій комплекс у бік іноземців, тобто вчинив з тим, чому його вчили в дитинстві, коли гасло „вигнання іноземців“ користувався особливо великою популярністю. А тепер мілітаристсько-націоналістичні настрої знову набирали силу…».

## Реакція в Російській імперії та в Японії
У Російській імперії про замах стало відомо з перехоплених повідомлень посланця Голландії в Японії Біландта. Новина була зустрінута з тривогою, але, за твердженням Миколи Гірса, Олександр III і Марія Федорівна відчули полегшення після того, як отримали від Миколи телеграму, в якій цесаревич повідомляв про несерйозність травми. В умовах дефіциту інформації в суспільстві набули поширення версії, що нападник міг бути або втікачем із заслання з Сахаліну чи з Сибіру, або японцем, найнятим російськими революціонерами.
В країну, за словами дипломата Володимира Ламсдорфа, «вітальні й симпатизуючі телеграми» сипалися «зі всіх сторін… Монархи і монархині, папа, султан, шах, президенти республік і т. д.» виснажували «свій запас найрізноманітніших фраз». Святійший правлячий синод наказав «єпархіальним преосвященним і духовенству всієї Імперії творити особливі моління в кафедральних соборах, а також у всіх парафіяльних, монастирських, рівно як військового та морського духовенства церквах за щасливе завершення початого Їх Імператорською Величністю подорожі…».
Реакцію громадськості відображали у своїх статтях японські газети. На думку автора «Нічи-нічи-сімбун», «жоден японець, не будь він божевільним, ідіотом або фанатиком, не зміг би замислити такий вчинок», а в «Тойо сімпо» стверджувалося, що «злодій, який завдав рани прославленому гостеві, якого весь народ прагнув шанувати, не буде достатньо покараний, поки його тіло не буде розрізано на сто частин».

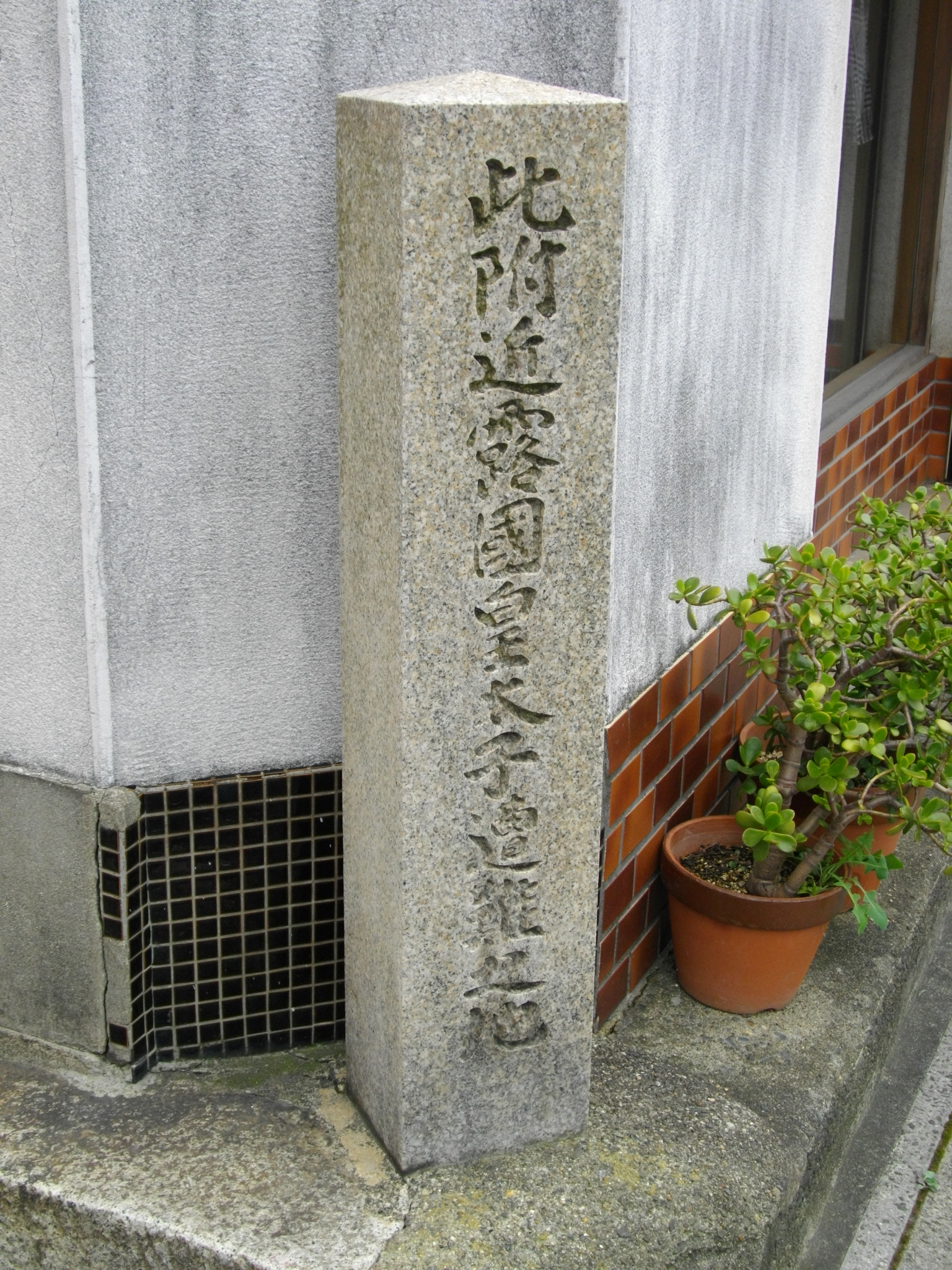
Монумент у місті Оцу, встановлений поблизу місця нападу

У селі Канаяма префектури Ямагата, рідному для нападника, скликана рада заборонила називати дітей ім'ям Сандзо і прізвищем Цуда; родичі нападника стали ізгоями. Висловлювалися пропозиції про перейменування міста Оцу зважаючи на його осоромлення; сподіваючись спокутувати провину за замах своєю кров'ю, вчинила самогубство, заколовшись перед будівлею кіотоської мерії молода дівчина — Хатакэяма Юко. Разом з тим у російську дипломатичну місію надійшли і кілька листів з схваленням вчинку Цуди Сандзо.
З числа всіх іноземних урядів, на думку Еспера Ухтомського, «особливу увагу і участь проявив Китай… .. Посланець його приїхав навіть особисто в Кобе вітати Найяснішого мандрівника», а «найголовніший» з «діяльних сановників Небесної імперії» Лі Хунчжан надіслав Миколі послання англійською мовою.
За описом «Урядового вісника», «обурення» в Японії «було загальне і нестримне. Можна сказати, що немає міста, селища, суспільства або установи, від яких не надійшло б… якоїсь заяви щодо жаху і огиди з приводу злочину. Адреси, листи, телеграми і візити нараховувалися тисячами»; на 7 [19] травня «за приблизним підрахунком… всіх заяв… надійшло близько 24 тисяч. Крім того, в Кіото і Кобе майже щогодини були депутації навіть з найвіддаленіших губерній, приносили адреси та подарунки Спадкоємцю Цесаревичу». Не було також «нестачі у співчутливих волевиявленнях» і «з боку японського духовенства та учнівської молоді»; «по всій Японії бонзи й синтоїстські жерці здійснювали публічні молитви за одужання Цесаревича…».
На пам'ять про подію в місті Оцу була зведена каплиця, а поблизу місця нападу встановлено монумент; побудовано Храм Преподобного Сергія Радонезького в Москві  і Богоявленська церква в Санкт-Петербурзі. Літературне відображення інциденту в Оцу — у віршах Аполлона Майкова («Царственный юноша, дважды спасённый! // Явлен двукраты Руси умилённой…»), Олексія Апухтіна («Ніч опустилася. Все тихо: ні криків, ні шуму… // Дрімає царевич, гнітить його гірка дума…») і Володимира Гіляровського («Цесаревич Микола, // Якщо царювати доведеться…»). Свій вірш з нагоди написав і Еспер Ухтомський («Тяжёлый, долгий день… Бессмертный, страшный миг… // И улыбалась твердь, и дол кадил сиянием…»).
Як вказує канадський історик Девід Схиммельпеннинк, інцидент в Оцу став «одним з найсталіших кліше, пов'язаних з витоками російсько-японської війни 1904—1905 років»: «Багато хто… пов'язує причини майбутнього конфлікту між Росією та Японією з цим замахом», незважаючи на те, що бойові дії були розпочаті японською, а не російською стороною.